# Wyclife Kinyamal
Wyclife Kinyamal, född 2 juli 1997, är en kenyansk friidrottare som tävlar i medeldistanslöpning.

## Karriär
Kinyamal har tagit guld på 800 meter vid samväldesmästerskapen både 2018 och 2022.